# Psychosexualität
Psychosexualität ist ein von Sigmund Freud geprägter Begriff, der zu vermitteln versucht, dass sich das Trieberleben – neben den körperlichen Empfindungen von Erregung, Erektion und Eruption – zu einem wesentlichen Teil im psychischen Raum abspielt. Ausgehend von der infantilen Sexualität und ihrer Domestizierung durch den Ödipuskonflikt und die Triangulierung, postuliert die Psychoanalyse die Psychosexualität als komplexes Spiel zwischen Natur und Kultur, zwischen Lust und Realität, zwischen Erleben und Handeln, zwischen Sehnsucht und Triebabfuhr. Psychosexualität beschreibt den Kern des Unbewussten, die wichtigsten Maximen der Triebregulierung sind Abwehr, Widerstand und Übertragung.

„Der Begriff des Sexuellen umfaßt in der Psychoanalyse weit mehr; er geht nach unten wie nach oben über den populären Sinn hinaus. Die Erweiterung rechtfertigt sich genetisch; wir rechnen zum ‚Sexualleben‘ auch alle Betätigungen zärtlicher Gefühle, die aus der Quelle der primitiven sexuellen Regungen  hervorgegangen sind, auch wenn diese Regungen eine Hemmung ihres ursprünglichen Zieles erfahren oder dieses Ziel gegen ein anderes, nicht mehr sexuelles vertauscht haben. Wir sprechen darum auch lieber von Psychosexualität, legen also Wert darauf, dass man den seelischen Faktor des Sexuallebens nicht übersehe und nicht unterschätze.“